# エルンスト・ミエルク
エルンスト・ミエルク（Ernst Leopold Christian Mielck［またはMielch］, *1877年10月24日 ヴィープリ †1899年10月22日 ロカルノ）は、フィンランドの作曲家、ピアニスト。

## 略歴
バルト・ドイツ人の商人の父親と、スウェーデン系フィンランド人の母親との間に生まれる。文化的・音楽的な家庭環境のもと、生まれつき虚弱体質ながらも10歳で地元の音楽教師にピアノを学ぶ。1891年にベルリンのシュテルン音楽院で更なる音楽教育を受ける。1898年までベルリンにとどまり、マックス・ブルッフの個人指導のもとに作曲を学ぶ。
ピアニストとしては、1894年にメンデルスゾーンの《ピアノ協奏曲 第1番 ト短調》をヴィープリで演奏してデビューを果たす。1897年には、ヘルシンキで自作の（最も重要な作品である）《交響曲 ヘ短調》が初演され、作曲家デビューを果たしている（シベリウスはこの作品を耳にして、《交響曲 第1番》作曲の刺激を受けた可能性があると伝えられる）。1899年に肺結核のため、22歳の誕生日を目前に療養先のスイスで客死。
- 主要作品一覧
  - 交響曲ヘ短調 作品4 (1897年)
  - 劇的序曲
  - 演奏会用序曲《マクベス》
  - ヴァイオリンと管弦楽のためのコンツェルトシュテュック ニ長調 作品8 (1898年)
  - ピアノと管弦楽のためのコンツェルトシュテュック ホ短調 作品9 (1898年)
  - 管弦楽のためのフィンランド組曲 作品10 (1899年)
  - 弦楽四重奏曲（1点）
  - 弦楽五重奏曲（1点）
  - 混声合唱曲《古いボヘミアのクリスマスの歌》
  - Altgermanisches Julfest für Bariton, Männerchor und Orchester
  - 声楽曲
  - ピアノ曲《フィンランド風ポルカの動機による3つの幻想的小品》など